# Nederland van boven
Nederland van boven is een documentaireserie van de Nederlandse omroep VPRO die voor het eerst in 2011 werd uitgezonden. Met beelden die gefilmd zijn vanuit helikopters, luchtballonnen, vliegtuigen en satellieten, interviews op de grond, datavisualisatie (infographics) en commentaar van Roel Bentz van den Berg wordt een beeld geschetst van Nederland, zijn inwoners en hun activiteiten. De serie is geïnspireerd door de serie Britain from Above uit 2007 van de BBC en Deutschland von Oben van ZDF. Het was de eerste serie die de VPRO maakte voor Nederland 1, dat programma's uitzendt voor een groot publiek.
Het tweede seizoen van de serie werd uitgezonden vanaf het najaar van 2013.
De oorspronkelijke doelstelling was 1,2 miljoen kijkers per aflevering, maar de VPRO achtte dit niet haalbaar. Het doel werd teruggeschroefd naar 800.000 kijkers. Per aflevering waren er uiteindelijk tussen de 710.000 en 1.278.000 miljoen kijkers. 

## Prijzen
Het programma is bekroond met een Geospatial Excellence Award in de categorie 'Application of Geospatial Technology in Mass Media'. De website is in 2012 onderscheiden met een Prix Italia en een eervolle vermelding bij de Prix Europa.

## Afleveringen

### Seizoen 1
| nr  | uitzenddatum     | titel                        | inhoud | kijkers     |
| --- | ---------------- | ---------------------------- | --- | ----------- |
| 1.  | 6 december 2011  | 24 uur Nederland             | Dagritme: ochtendspits en files, water- en mobieletelefoongebruik | 1.167.000   |
| 2.  | 13 december 2011 | De hongerige muil van Europa | Delta en haven van Rotterdam, vervoer naar het achterland | ≥ 1.200.000 |
| 3.  | 20 december 2011 | Nederland knutselland        | Inpoldering, tuinieren, landbouw, vistrap, cartografie | 1.157.000   |
| 4.  | 27 december 2011 | Vrije tijd                   | Bos, strand, Koninginnedag in Amsterdam | 1.247.000   |
| 5.  | 3 januari 2012   | Wilde natuur                 | Originele en door de mens gemaakte natuurgebieden: gps-onderzoek naar edelherten op de Veluwe, Beekbergerwoud, veenplassen (De Weerribben), Soester Duinen, De Kreupel, reebeheer in de Botlek, Wadlopers, mantelmeeuwen op Texel en de Razende Bol, Tiengemeten, Oostvaardersplassen, Lauwersmeer                                                                     | 1.188.000   |
| 6.  | 10 januari 2012  | Water: vriend of vijand      | Overstromingen, dijkdoorbraken, kwetsbare gebieden in Nederland (met name dijkring 14; van Rotterdam tot Amsterdam) en de bescherming daarvan | 1.250.000   |
| 7.  | 17 januari 2012  | Waar wij wonen               | Utrecht, Blauwestad, Haverleij | 994.000     |
| 8.  | 24 januari 2012  | Waar is het gevaar           | Chemische industrie in Pernis, Kustwacht, 112-meldingen en politieautobewegingen in politiedistrict Haaglanden, Radio Ontvangst Station Eemnes, Air Operations Control Station Nieuw Milligen, Marinezendstation Goeree, F-16, de flats Groeneveen en Klein-Kruitberg na de Bijlmerramp, nieuwbouw in Roombeek na vuurwerkramp in Enschede, Oostvaarderskliniek Almere | 1.098.000   |
| 9.  | 31 januari 2012  | Bodemschat of afvoerput      | Grondstoffen in de bodem, ondergrondse transportbuizen, elektriciteitsleidingen en riolering, de Buisleidingenstraat van Antwerpen naar Rotterdam | 1.153.000   |
| 10. | 7 februari 2012  | De lucht in                  | Kerk in Amersfoort, marskamp op de Ermelose heide, Schiphol, duikvlucht van een ooievaar, landschapskunst, André Kuipers | 1.146.000   |

### Seizoen 2
| nr  | uitzenddatum     | titel    | inhoud                                                       | kijkers   |
| --- | ---------------- | -------- | ------------------------------------------------------------ | --------- |
| 1.  | 14 november 2013 | Trek     | Dagritme, Vogeltrek, Wild en bos, Organendonor en Thuiskomst | 1.045.000 |
| 2.  | 21 november 2013 | Verval   |                                                              | 958.000   |
| 3.  | 28 november 2013 | Dood     |                                                              | 884.000   |
| 4.  | 5 december 2013  | Licht    |                                                              | 724.000   |
| 5.  | 12 december 2013 | Nest     |                                                              | n.n.b.    |
| 6.  | 19 december 2013 | Bloei    |                                                              | 710.000   |
| 7.  | 2 januari 2014   | Strijd   |                                                              | 1.118.000 |
| 8.  | 9 januari 2014   | Climax   |                                                              | 936.000   |
| 9.  | 16 januari 2014  | Oogst    |                                                              | 1.096.000 |
| 10. | 23 januari 2014  | Keerpunt |                                                              | 1.278.000 |

## Vervolg
Nederland van boven kreeg op 17 november 2016 een vervolg met Onzichtbaar Nederland, een documentairereeks die bestond uit acht afleveringen.

## Atlas
De Bosatlas bracht een speciale atlas uit met de thema's van de eerste twee reeksen van de televisieserie, genaamd De Bosatlas: Nederland van boven. De atlas bevat luchtfoto's van Karel Tomeï.